# Bracon luteiceps
Bracon luteiceps är en stekelart som först beskrevs av William Harris Ashmead 1905.  Bracon luteiceps ingår i släktet Bracon och familjen bracksteklar. Inga underarter finns listade.